# Dominika Urbaniak
Dominika Urbaniak, z domu Nawrotek (ur. 21 stycznia 1987 w Tychach) – polska koszykarka grająca na pozycjach silnej skrzydłowej lub środkowej.

## Osiągnięcia
Stan na 2 lipca 2020, na podstawie, o ile nie zaznaczono inaczej..
Drużynowe
- Wicemistrzyni Niemiec (2008)[2]
- Zdobywczyni Pucharu Niemiec (2008)[2]

Indywidualne
- Liderka I ligi w:
  - zbiórkach (2014)
  - blokach (2014)

Reprezentacja
- Uczestniczka:
  - mistrzostw Europy:
    - U–20 (2006 – 15. miejsce)
    - U–18 (2005 – 13. miejsce)

  - kwalifikacji do mistrzostw Europy U–16 (2003)